# Niemojki
Niemojki (prononciation : [ɲeˈmɔi̯ki]) est un village polonais de la gmina de Łosice dans le powiat de Łosice de la voïvodie de Mazovie dans le centre-est de la Pologne.
Il se situe à environ 6 kilomètres au nord de Łosice (siège de la gmina et du powiat) et à 117 km à l'est de Varsovie (capitale de la Pologne).
Le village possède approximativement une population de 945 habitants en 2006.

## Histoire
De 1975 à 1998, le village appartenait administrativement à la voïvodie de Biała Podlaska.